# Office support systems analysis and design
La méthode OSSAD est une méthode d'analyse d'organisation par les processus des systèmes de management et des systèmes d'information associés. Cette méthode est le résultat d'un projet du programme ESPRIT (European Strategic Program for Research in Information Technology) conduit de 1985 à 1990 par une équipe internationale et multidisciplinaire de consultants.
Le sigle OSSAD signifie « office support systems analysis and design ».
OSSAD respecte les approches organisationnelles et opérationnelles des normes en systèmes de management (ISO 9001, ISO 14001, ISO 27001,...) lesquelles recommandent une représentation des organisations selon une approche processus, une approche par les risques et pilotée par des indicateurs permettant de corriger les non-conformités et défauts. Elle peut être utilisée dans toute démarche d'organisation. Pour cela OSSAD utilise trois strates : celle les processus, celle les procédures et celle les instructions de travail. Grâce à une « grammaire graphique », elle permet de maîtriser la gestion des données d'un système.

## Modèles
La méthode OSSAD méthode s'appuie sur plusieurs modèles.

### Modèle abstrait
Le modèle abstrait, ou modélisation graphique des processus, décrit les objectifs de l’organisation, indépendamment des moyens et des ressources mises en œuvre pour y parvenir. Il représente les fonctions (nom donnés aux processus) de l’organisation (par exemple : marketing, production) et les paquets d’information qu’elles échangent (ex. : statistiques, contrats). Une fonction est décomposable en sous-fonctions (sous processus). Les fonctions non décomposées (ou le plus petit niveau de décomposition des fonctions ou sous-fonctions) sont appelées activités. Il répond aux questions quoi ? et pourquoi ? et permet de visualiser les flux qui relient les fonctions, sous-fonctions et activités (paquets).
Le vocabulaire actuel a substitué au concept de fonction celui de processus et sous-processus. Le temps et le séquencement entre activités ne doit pas apparaître à ce niveau de modélisation. Les liens ne représentent que des relations et sont entre autres destinés à identifier les interactions à considérer lorsque des modifications sont envisagées dans une partie ou l'autre du modèle.

### Modèle descriptif
Le modèle descriptif, ou modélisation graphique des procédures, décrit les moyens humains et les ressources technologiques de l’organisation. Il représente les procédures de l’organisation (c'est-à-dire la manière de réaliser une activité), ainsi que les rôles (qui participe à quelle activité) et les ressources mis en œuvre (avec quoi est réalisée l’activité). Il répond aux questions qui ? et comment (dans quel ordre, en combien de temps) ?
Il se compose de trois types de formalismes graphiques :
- la matrice activités/rôles (quel rôle est responsable de quelle tâche pour chaque activité ?) ;
- le graphe de circulation des ressources d’informations (modèles de rôles et de procédures : liens entre les rôles et liens entre les procédures) ;
- le graphe d’opérations (suite logique des opérations - aussi appelées tâches, pour faire le lien avec les tâches dans la matrice activités/rôles).

### Modèle prescriptif
Le modèle prescriptif, ou modélisation graphique des instructions de travail, est un modèle facultatif. Il a pour rôle d'établir le pont avec des méthodes et outils de développement d’applications. Il décrit le détail des instructions de travail et de contrôle (le détail du comment faire, par rôle). Il peut répondre à la question « comment contrôler ? ».